# NGC 6830
NGC 6830 est un jeune amas ouvert situé dans la constellation du Petit Renard. Il a été découvert par l'astronome germano-britannique William Herschel en 1784.
Selon la classification des amas ouverts de Robert Trumpler, cet amas renferme moins de 50 étoiles (lettre p) dont la concentration est moyenne (II) et dont les magnitudes se répartissent sur un intervalle moyen (le chiffre 2),,. Le site Lynga indique que l'amas renferme 20 étoiles.

## Observation
La magnitude visuelle de 7,9 ne permet pas de voir cet amas à l'œil nu, mais on peut l'observer assez aisément avec des jumelles dont l'ouverture est de 40 à 50 mm ou avec un petit télescope.

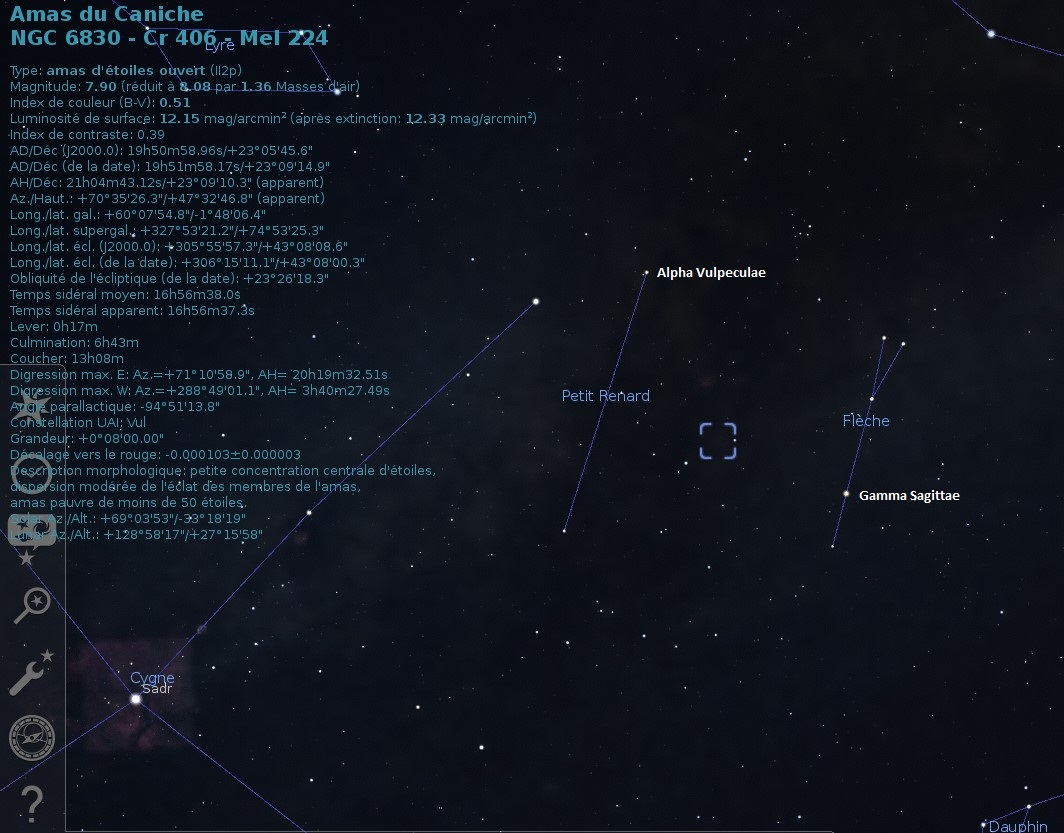
Emplacement de NGC 6830 dans la constellation du Petit Renard.

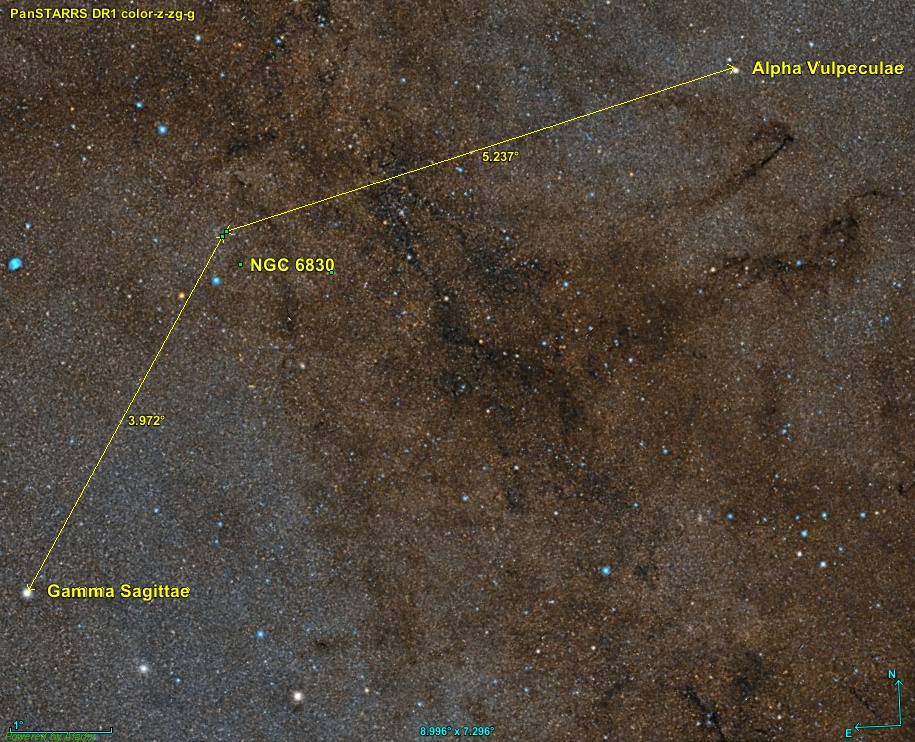
Position de NGC 6830 par rapport aux étoiles Gamma Sagittae et Alpha Vulpeculae.

NGC 6830 est à environ 4,0° au nord-ouest de l'étoile Gamma Sagittae et à 5,2° au sud-est de Alpha Vulpeculae.

## Caractéristiques
Plusieurs caractéristiques apparaissent sur la base de données Simbad, mais une publication très récente (2023) basée sur les mesures de la parallaxe par le satellite Gaia a permis une mise à jour importante des données. Les données du « GAIA EARLY DATA RELEASE 3 (GAIA EDR3) » ont également permis aux auteurs (Almeida, Monteiro et Dias) de cette publication d'estimer la masse de 773 amas ouverts, dont celle de NGC 6940 qui est de 699 ± 139 {\displaystyle M_{\odot }}.

### Distance taille et vitesse
Cet amas est à 2 024 ± 46 pc du système solaire.
Cinq valeurs de la distance sont indiquées sur la base de données Simbad allant de 1 639 pc à 2 379 pc. Deux de ces valeurs sont cependant basées sur les mesures récentes effectuées par le satellite Gaia : 2 045 ± 82 pc (∼6 670 al) et environ 2 379,0 pc (∼7 760 al). Les valeurs des trois autres mesures sont légèrement plus petites. La distance moyenne cinq six valeurs est égale à 1 912 ± 309 pc (∼6 240 al), ce qui est semblable à la valeur proposée par Almeida.
La taille apparente de l'amas est de 6 minutes d'arc, ce qui, compte tenu de la distance égale à 2 024 ± 46 pc et grâce à un calcul simple, équivaut à une taille réelle de 11,5 ± 0,3 al.
La grandeur de la vitesse radiale de l'amas a été rapportée dans quatre publications récentes (de 2017 à 2021). Deux valeurs égales à 2,62 ± 0,4 km/s et 2,62 ± 19,31 km/s sont totalement différentes de deux autres valeurs égales à −30,90 ± 0,9 km/s et −30,90 ± 1 km/s.

### Métallicité et âge
Simbad rapporte deux valeurs de la métallicité (Fe/H) comprises, soit +0,280 et 0,22. Selon Almeida et ses collègues, la métallicité de l'amas est égale à 0,159 ± 0,018. Selon cette veleur, le pourcentage d'éléments lourds (plus lourd que l'hydrogène et l'hélium) de cet amas serait compris entre 138% et 150% (100,030 ± 0,039) de celui du Soleil.
Selon WEBDA et le cite Lynga, l'âge de l'amas est de 37 millions d'années (log10 Age = 7,572),. Almeida et ses collègues proposent un âge compris entre 32 et 86 Ma (log10 Age = 7,722 ± 0,212).  

## Étoiles
Simbad montre aussi un bouton nommé Children. En cliquant sur ce bouton, on atteint une section de cette base de données qui renferme un tableau contenant 170 entrées pour NGC 6830. Cependant, des étoiles (les Children) peuvent apparaître plusieurs fois dans la deuxième colonne du tableau, d'où le nombre de liens bibliographiques qui est supérieure au nombre d'étoiles. La quatrième colonne de ce tableau indique la probabilité que l'étoile appartienne à l'amas. En cliquant sur le titre de cette colonne, on peut classer la probabilité par ordre croissant ou décroissant. En cliquant sur la désignation de l'étoile, on atteint la page de Simbad qui résume ses propriétés.